# (20367) Erikagibb
(20367) Erikagibb est un astéroïde de la ceinture principale.

## Description
(20367) Erikagibb est un astéroïde de la ceinture principale. Il fut découvert le 23 mai 1998 à la station Anderson Mesa par le programme LONEOS. Il présente une orbite caractérisée par un demi-grand axe de 2,80 UA, une excentricité de 0,19 et une inclinaison de 9,2° par rapport à l'écliptique.

## Compléments